# Pierre L. van den Berghe
Pierre L. van den Berghe (geboren 30. Januar 1933 in Belgisch Kongo; gestorben 6. Februar 2019 in Seattle) war ein belgisch-US-amerikanischer Soziologe.

## Leben
Pierre L. van den Berghes Großvater mütterlicherseits war der französische Biologe Maurice Caullery. Väterlicherseits stammte er aus einer belgischen großbürgerlichen Ärztefamilie, er hatte zwei Geschwister. Sein Vater arbeitete zum Zeitpunkt seiner Geburt als Tropenmediziner in der belgischen Kolonie Belgisch Kongo. Van den Berghe wuchs in Gent und Brüssel auf und besuchte sieben Jahre eine von Jesuiten geleitete Schule. Er lernte früh, dass Sprache nicht nur ein Kommunikationsmittel war, sondern, wie im Falle der flämischen Oberschicht, die Französisch sprach, auch ein Mittel der gesellschaftlichen Abgrenzung und Herrschaft. 1948 ging die Familie erneut in den Kongo, und van den Berghe machte dort die Matura im Schulsystem der Kolonialmacht.
Er studierte an der Stanford University mit einem Abschluss als B.A. im Jahr 1954 und ein Jahr später mit einem M.A. in Soziologie. Er wurde dann für zwei Jahre als Sanitäter zur US-Army eingezogen und erhielt die US-amerikanische Staatsbürgerschaft. Während seiner Stationierung in Westdeutschland heiratete er Irmgard Niehuis, sie hatten drei Kinder.
1960 wurde er bei Gordon Allport und Talcott Parsons, Barrington Moore und George C. Homans in Harvard promoviert. Er betrieb Feldforschung in Südafrika, Nigeria, Peru und Israel, vornehmlich aber in Chiapas (Mexiko) 1959, Guatemala 1966 und Peru 1972/73. Er arbeitete an der University of Natal bei Leo Kuper und Fatima Meer.
Nach einem mühsamen Beginn einer akademischen Karriere an der Wesleyan University und der University at Buffalo wurde er 1965 Professor für Soziologie und Anthropologie an der University of Washington in Seattle. In Abgrenzung zum Strukturfunktionalismus seines Lehrers Talcott Parsons übernahm er Ansätze der Soziobiologie.

## Schriften (Auswahl)
- Caneville; the Social Structure of a South African Town. Middletown, Conn : Wesleyan University Press, 1964
- Africa: Social Problems of Change and Conflict. San Francisco : Chandler, 1965
- Race and Racism: A Comparative Perspective. NY : Wiley, 1967; 1978
- Benjamin N. Colby; Pierre L. van den Berghe: Ixil country : a plural society in highland Guatemala. Berkeley : Univ. of California Press, 1969
- Academic Gamesmanship; How to Make a PhD Pay. London : Abelard-Schuman, 1970
- Intergroup Relations: Sociological Perspectives. New York : Basic Books, 1972
- Power and privilege at an African University. London : Routledge & Paul, 1973
- Age and Sex in Human Societies: A Biosocial Perspective. Belmont, Calif : Wadsworth, 1973
- Man in Society: A Biosocial View. New York : Elsevier, 1975
- Inequality in the Peruvian Andes: Class and Ethnicity in Cuzco. Columbia : University of Missouri Press, 1977
- Human Family Systems: An Evolutionary View. New York : Elsevier, 1979
- South Africa : a study in conflict. Westport, Conn. : Greenwood Pr., 1980
- The Ethnic Phenomenon. New York : Elsevier, 1981